# Primaluna
Primaluna är en ort och kommun i provinsen Lecco i regionen Lombardiet i Italien. Kommunen hade 2 263 invånare (2018).